# Jianchang Shuiku
Jianchang Shuiku (kinesiska: 碱厂水库) är en reservoar i Kina. Den ligger i provinsen Liaoning, i den nordöstra delen av landet, omkring 290 kilometer sydväst om provinshuvudstaden Shenyang. Jianchang Shuiku ligger 78 meter över havet. Arean är 2,1 kvadratkilometer. Trakten runt Jianchang Shuiku består till största delen av jordbruksmark. Den sträcker sig 1,9 kilometer i nord-sydlig riktning, och 2,7 kilometer i öst-västlig riktning.
Genomsnittlig årsnederbörd är 766 millimeter. Den regnigaste månaden är juli, med i genomsnitt 183 mm nederbörd, och den torraste är februari, med 5 mm nederbörd.